# Теодор Граматик
Теодор Граматик, или Теодор Спан (друга пол. XIII в.), српски светогорски монах и преписивач. У пиргу Преображења на Спасовој Води 1263. преписивао Шестоднев бугарског егзарха Јована из IX/X в., и додао два подужа књижевно занимљива записа о невољама и прогонима светогорског протата које је доживео том приликом јер је био ћосав (“спан”), а такви нису смели боравити на Атосу. Из записа сазнајемо да је био приморан да у два маха напушта Свету гору и најзад заврши преписивање на једној метохији изван територије Атоса. У овом живом и драматичном сведочанству Теодор са захвалношћу помиње и Доментијана, који му је, уочивши његову писменост и образовање, поверио преписивање Шестоднева и доцније се безуспешно за њега заузимао, док му најзад није нашао скровиште недалеко од светогорских граница. У литератури се среће мишљење да је Теодосије Хиландарац заправо монашко име Теодора Граматика, али је ова претпоставка оспорена (Ђорђе Трифуновић, Димитрије Богдановић). 

### Превод на савремени српски
- Запис Теодора Спана, у: Драгољуб Павловић, „Стара српска књижевност“, 2, Нови Сад–Београд, Матица српска–СКЗ, 1970.
- Теодор Граматик у рукописном Шестодневу; Теодор Граматик у поговору Шестоднева, у: „Стари српски записи и натписи“, приредио Милорад Павић, Београд, Просвета и СКЗ, 1986, 37–39, Стара српска књижевност у 24 књиге, књ. 19.